# Царево село (община)
Царево село (на македонска литературна норма: Делчево) е община, разположена в източната част на Северна Македония в областта Пиянец по горното течение на река Брегалница. Център на общината е град Царево село (днес Делчево), като освен него в общината влизат още 21 села. Общината има площ от 422,39 km² и гъстота на населението 41,44 жители на km². Общината има 17 713 жители (2002) предимно северномакедонци.

## Структура на населението
Според преброяването от 2002 година община Царево село има 17 505 жители.
| Етническа принадлежност | Процент |
| северномакедонци        | 95,04%  |
| албанци                 | 0,04%   |
| турци                   | 0,70%   |
| роми                    | 3,72%   |
| власи                   | 0,02%   |
| сърби                   | 0,20%   |
| бошняци                 | 0,00%   |
| други                   | 0,28%   |